# Acalan
Acalan (maya chontal: tamactun, náhuatl: acallan) fue una región maya chontal en lo que hoy es el sur de Campeche, México. Su capital era Itzamkanac. Los habitantes de Acalan se llamaban mactun en lengua maya chontal.
Cuauhtémoc, gobernante de Tenochtitlan, capital del Imperio azteca, fue ejecutado por Hernán Cortés mientras se encontraban detenidos en la capital acalana de Itzamkanac (actual El Tigre, en la margen derecha del Río Candelaria) en 1525.